# 해스래트 재패로프
해스래트 발레흐 오글루 재패로프(아제르바이잔어: Həsrət Valeh oğlu Cəfərov, 2002년 10월 5일~)는 아제르바이잔의 레슬링 선수이다. 2024년 하계 올림픽 그레코로만형 남자 라이트급에서 동메달을 획득했으며 세계 선수권 대회에서 은메달 1개, 동메달 1개를 획득했다.

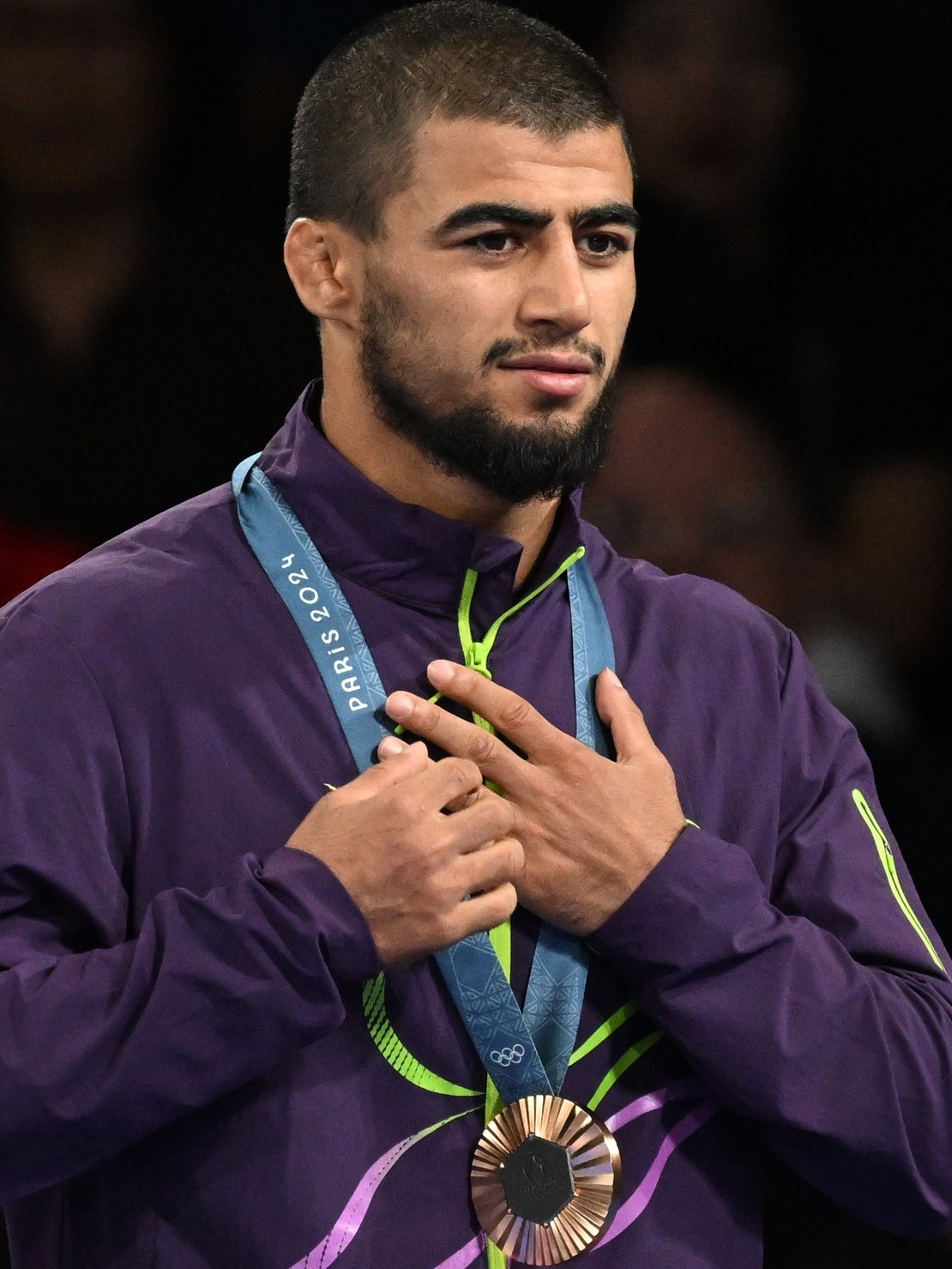
2024년 하계 올림픽 시상식 당시의 재패로프